# Achoúri (Arcadie)
Achoúri (grec moderne : Αχούρι) est une localité située dans le dème de Tripoli, dans le district régional d'Arcadie, dans la périphérie du Péloponnèse, en Grèce.
Selon le recensement de 2021, elle compte 2 habitants.